# Xanthorhoe griseofasciata
Xanthorhoe griseofasciata là một loài bướm đêm trong họ Geometridae.